# Johann Paul Friedrich Richter
Johann Paul Friedrich Richter (Wunsiedel, 21 de març de 1763 - Bayreuth, 14 de novembre de 1825) va ser un escriptor i pedagog alemany. Fou un dels impulsors del Romanticisme germànic. A partir de l'any 1793 va publicar la seua obra sota el nom de Jean Paul; pensant en Jean-Jacques Rousseau, autor pel qual sentia veneració.

## Biografia i obra
Nasqué al principat de Bayreuth, un dels territoris més deprimits culturalment i econòmicament d'Alemanya. Fill d'un pastor protestant i organista que diverses vegades es traslladà de destinació. L'ensenyament, la predicació, la música eren tradicions a la seva família. Amb el seu pare aprengué els elements de la ciència i el llatí. Des d'infant era un gran lector. Llegir era l'aliment per a la seva curiositat i la música li ocupava l'ànima. Durant l'estada de la seva família a Schwarzenbach, conegué al pastor Erhard Friedrich Vogel, qui l'animaria i guiaria literàriament.
Amb quinze anys, Richter ja recollia fragments que trobava rellevants del que llegia en quaderns seguint el costum de l'època. Els quals acabaren sent voluminosos extractes que van augmentant d'any en any i que acabarien formant part les seves obres. Era ja un àvid lector que llegia grans obres com Die Leiden donis jungen Werther, de Goethe però també treballs científics i filosòfic. L'interessa especialment les publicacions de belles arts. Això no obstant, també tota mena de novel·les populars de l'anomenada Trivialliteratur, o sia novel·les, romanços i sèries de gran popularitat.
Essent alumne de secundària a Hof escriu les seves primeres obres literàries. L'abril de 1779, morí el seu pare deixant la família en una gran pobresa. Per aquesta condició familiar obté l'ingrés a la Universitat de Leipzig, amb la intenció d'estudiar teologia i preparar-se per ser pastor cercant així una professió estable. Però la teologia no li despertava gens d'interès i abandonà la universitat per dedicar-se a escriure. Amb dificultat per sobreviure retornà, el 1784, a casa de la seva mare, ja malalta, a Hof. De 1787 a 1789 va exercir de mestre d'un petit poble. Entre 1790 al 1794 va ensenyar en una escola que havia fundat a la propera vila de Schwarzenbach. Durant aquesta dècada es dedicà a elaborats escrits satírics, que no trobaren gaire ressò entre els seus coetanis. Començà publicant Grönländische Prozesse (Procés de Groenlàndia), publicat de manera anònima a Berlín entre 1783 i1784, i Auswahl aus des Teufels Papieren (Seleccions dels papers del diable, signant JPF Hasus), publicat el 1789. Tot i que ja es besllumen alguns trets de les seves posteriors grans novel·les.
El 1789 s'inicià un període dur en què moriren familiars i amics propers. En especial l'afectà el suïcidi del seu germà Heinrich. Fets que colpiren fondament. 1790 marcà una època de crisi interior que el portarà a escriure les primeres obres notables com Die unsichtbare Loge (La logia invisible), un relat publicat el 1793 ja amb el pseudònim de Jean Paul (en honor a Jean-Jacques Rousseau), o Leben des vergnügten Schulmeisterlein Maria Wuz in Auenthal (La vida de l'alegre mestra Maria Wutz). Obres que obriren el camí a la seva novel·la més notable i exitosa Hesperus, publicada el 1795, la qual tingué milers de lectors i interessà especialment a les dones de la petita i mitjana burgesia. L'any següent es traslladà a Weimar, on connectà amb destacats escriptors, sobretot amb Johann Gottfried Herder.
La dècada següent ve assenyalada també pels èxits editorials de tres novel·les seves: Siebenkäs, Flegeljahre i Titan. En aquesta darrera exposa el seu l'ideal de persona i de la seva educació.
El 1801 es va casar amb Caroline Meyer, filla d'un conseller del tribunal de Berlín, que havia conegut a Weimar. Amb ella, el 1804, es van establir a Bayreuth. Aquí Jean Paul Richter va iniciar una vida tranquil·la, senzilla i feliç, constantment ocupat amb la seva feina com a escriptor fins a la fi dels seus dies. Pels seus treballs, el 1808, el príncep primat i, posteriorment, el rei de Baviera el pensionaren per a dedicar-se a escriure. En aquest període de gran productivitat literària, exposà les seves idees estètiques a Vorschule der Aesthetik (Introducció a l'estètica, 1804). Sobre educació a Levana, oder Erziehungslehre (Levana, o, Pedagogia, 1807). També sobre la situació política a Friedenspredigt (Sermó de la pau, 1808), Dämmerungen für Deutschland (Crepuscles per a Alemanya, 1809) i a Politische Fastenpredigten (Sermons de Quaresma política, 1817).
Jean Paul Richter va gaudir d'un gran èxit popular durant la seva vida, tot i que també tingué notables crítics. Però aquest èxit de la seva època contrasta amb la poca vigència de la seva obra al segle XXI.

## Les novel·les
Jean Paul és una figura destacada de la literatura alemanya i europea. Les novel·les de Richter significaren per a la història i l'evolució de la literatura alemanya elevar la novel·la en prosa a la categoria poètica. Emmirallant-se en autors francesos i anglesos, introduí en els seus personatges una perspectiva d'anàlisis psicològiques. Utilitzà la ironia i la sàtira social.
També creà un llenguatge narratiu personal i ple d'humanitat. Tot introduint sentit de l'humor així com una prosa lírica plena d'imatges. Amb freqüència, però, l'enginy excessiu i la distància temporal fa difícil al lector del segle XXI la comprensió de les seves expressions, abundoses associacions, ornaments lingüístics i episodis. Units a freqüents digressions erudites, filosòfiques o humorístiques.
Jean Paul aportà a la seva obra l'intimisme sentimental propi de la sensibilitat europea, i un cant a una nova visió de consciència lliure del jo autònom. El qual es troba concretat al personatge de Tità en l'ideal clàssic del desenvolupament i l'educació complets de la persona en la seva humanitat.

## Educació i infància
A la seva obra Levana, Richter, influït per Goethe i Rousseau, preconitzà una educació que respectés la personalitat de l'infant. L'objectiu de l'educació ha de ser aconseguir l'harmonia interior en un equilibri de força i bellesa. Això demana educar sobre el goig i la satisfacció. Sense oblidar que la vida real és el clima espiritual de la persona; l'escola és sols un hivernacle des del qual cal trasplantar l'arbre al món.
L'educació ha d'ajudar l'infant a fer créixer els seus dons naturals i no pas sufocar-los. L'ànim neix càndid i és la vida el que l'embruta. Defensa Richter especialment el joc com a element principal de la formació dels infants per la seva capacitat d'estimular la imaginació i la fantasia. També el joc és una eina de coneixement d'un mateix, dels altres i fins i tot de les coses.
El Romanticisme, en les diverses interpretacions europees, havia reaccionat a les contencions de la raó il·lustrada, esguardant el precedent naturalista i recuperant Jean-Jacques Rousseau. Els posicionaments de Jean Paul Richter, tot i la seva admiració vers Rousseau, mostren que moltes coses han canviat a la societat vuitcentista, ja que s'havia viscut la revolta nacionalista contra el domini napoleònic, han aparegut els ideals educatius i culturals de burgesia progressista o havien madurat les necessitats de la col·lectivitat vehiculades en les idees de nació i pàtria. En aquest context, Richter fa la seva revaloració de la infantesa i el joc en la construcció d'un nou model de persona humana.
D'alguna manera Jean Paul assumeix, doncs, dins les noves coordenades socials reprendre el projecte de Rousseau: entendre l'educació com la formació d'un mateix tot neutralitzant les forces de coacció social que condueixen al fracàs de la vida lliure. L'educació continua sent una eina per l'emancipació col·lectiva de la humanitat, però s'ha d'alliberar de l'enlluernament de la raó universal de la Il·lustració.

## L'estètica
Jean Paul atorgava gran importància a l'educació musical, el cant i la dansa i era partidari d'una formació intel·lectual que enfortís la intel·ligència sense haver d'impartir massa coneixements.
A la seva Introducció a l'Estètica, l'influx de Goethe és ben notable, malgrat allò que el separava de l'escola de Weimar. Per a Richter l'art i l'estètica són el cim que ha d'assolir la vida física, moral i intel·lectual si es desenvolupen en la llibertat. És el que uneix aquests tres camps de la persona humana.
Richter i altres romàntics defensaren una anomenada «religió de l'art» que va ser un important fenomen social, però ben efímer, a manca d'un millor sistema explicatiu.

## La recepció del pensament de Richter al romanticisme català.

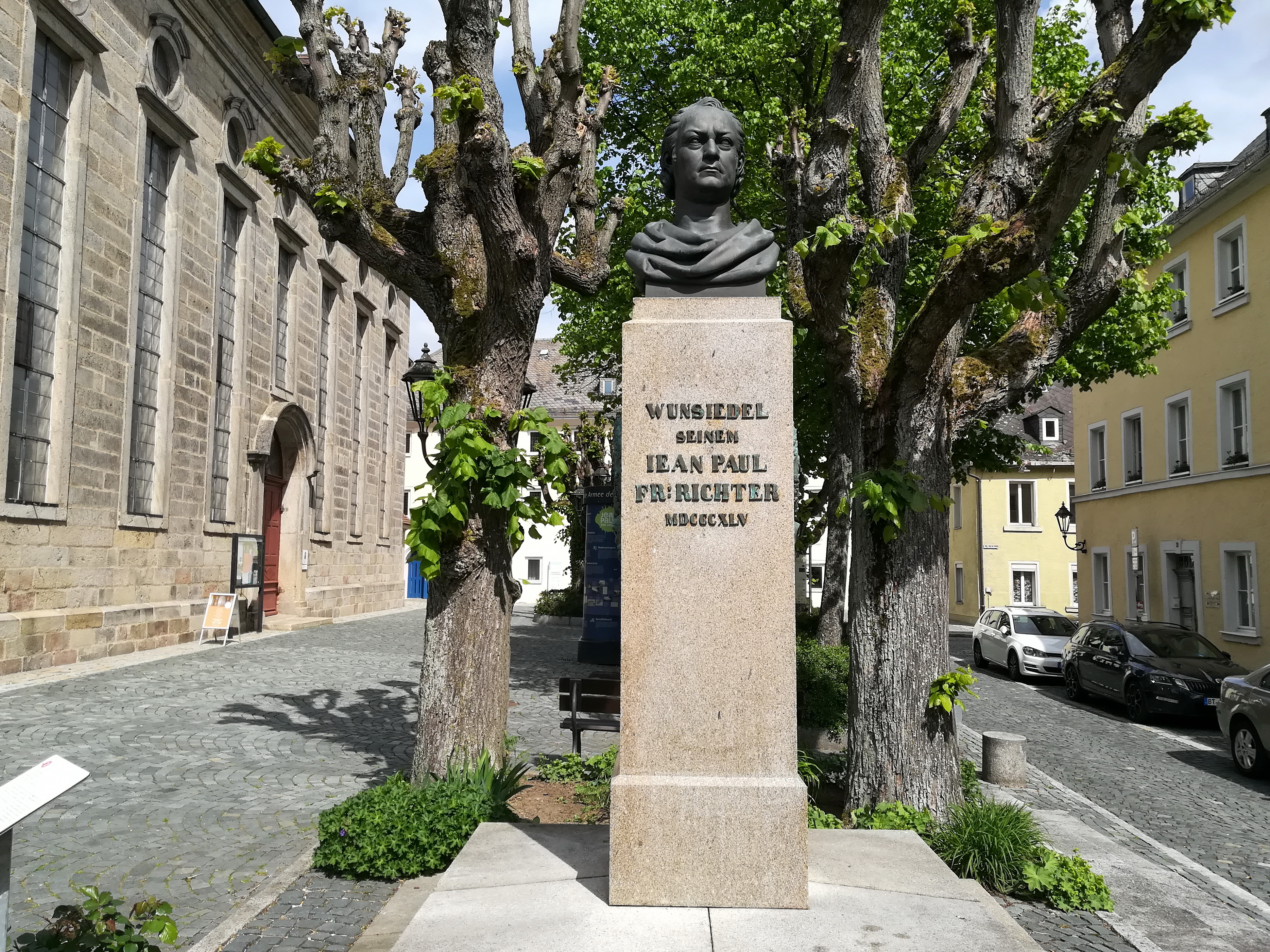
Monument a Jean Paul Richter a Wunsiedel amb una escultura de Ludwig von Schwanthaler, 1845

Escassa és la presència de Richter a la literatura catalana del segle xix tal com han assenyalat Antónia Tayadella i Roger Friedlein. Cal, però, assenyalar l'article que escrigué Antoni Bergnes de las Casas amb el títol de «Juan Pablo Federico Richter: su biografía y juicio sobre sus obras» publicat el 1862. Les poques traduccions de Richter es frenaren vers el 1870 arran del clima creat per la Guerra franco-prusiana. Entre els escriptors que feren incorporacions de Richter a la literatura catalana vuitcentista es troben: Josep M. Quadrado, Antoni Bergnes de las Casas, Joan Font i Guitart, Josep Fernández Matheu i Francesc Maspons i Labrós.